# Pegia sarmentosa
Pegia sarmentosa är en sumakväxtart som först beskrevs av Paul Lecomte, och fick sitt nu gällande namn av Hand.-mazz.. Pegia sarmentosa ingår i släktet Pegia och familjen sumakväxter. Inga underarter finns listade i Catalogue of Life.